# Éloi Johanneau
Éloi Johanneau, né à Contres (Loir-et-Cher) le 2 octobre 1770 et mort à Paris le 24 juillet 1851, est un philologue, antiquaire et homme de lettres français.

## Biographie
Il est successivement professeur au collège de Blois, fondateur et démonstrateur du Jardin des plantes de Blois et commissaire pour la composition de la bibliothèque du district. Son ami Corret de la Tour d'Auvergne lui inspire le goût des études philologiques et lui lègue sa bibliothèque en 1800. 
En 1804, Johanneau devient l'un des principaux fondateurs de l'Académie celtique, qui prend par la suite le nom de Société des antiquaires de France et dont il publie les Mémoires. De 1806 à 1807, il parcourt la France dans le but d'étudier les antiquités nationales, les monuments, les traditions et les origines du druidisme. Il est nommé censeur impérial de la librairie en 1811, censeur royal honoraire en 1814, et conservateur des monuments d'art des résidences royales en 1830. 
Ami de Prosper Mérimée, il est l'auteur de nombreuses dissertations sur les antiquités nationales, notamment celles de Bretagne, mais il est surtout connu comme philologue et pour ses annotations historiques et philologiques d'ouvrages d'auteurs tels que Pline l'Ancien, Rabelais et Montaigne.  

## Principales publications
- Nouvelle ornithologie d'après la méthode de Lacépède (1805)
- Monuments celtiques, ou Recherches sur le culte des pierres (1805)
- Mélanges d'origines étymologiques et de questions grammaticales (1818)
- État de la France et description de Paris en 1815 (1820) Attribué aussi à Léopold Keil.
- Rhétorique et poétique de Voltaire appliquées aux ouvrages des siècles de Louis XIV et de Louis XV, ou Principes de littérature tirés textuellement de ses œuvres et de sa correspondance (1828) Publié par le frère d'Éloi Johanneau, Alexandre Johanneau.
- Épigrammes contre Martial, ou les Mille et une drôleries, sottises et platitudes de ses traducteurs, ainsi que les castrations qu'ils lui ont fait subir, mises en parallèle entre elles et avec le texte, par un ami de Martial (1834) Publié par Alexandre Johanneau.

Traduction
- Sophocle : Antigone, tragédie en 5 actes, avec des chœurs lyriques, traduite en vers français (1844)